# Boris Vladimirovič Rycarev
Boris Vladimirovič Rycarev (Mosca, 30 giugno 1930 – Mosca, 25 novembre 1995) è stato un regista sovietico.

## Filmografia parziale

### Regista
- Ataman Kodr (1958)
- Junost' našich otcov (1958)
- La leggenda di Aladino (1966)
- Vesёloe volšebstvo (1969)
- Ivan da Mar'ja (1974)
- Princessa na gorošine (1977)
- Podarok čёrnogo kolduna (1978)
- La fanciulla di ghiaccio (1980)
- Na zlatom kryl'ce sideli (1986)